# Erskine Tate
Erskine Tate (Memphis, 19 december 1895 - Chicago, 17 december 1978) was een Amerikaanse jazzviolist en orkestleider.

## Carrière
Erskine Tate kwam in 1912 naar Chicago, waar hij vanaf 1918 tot eind jaren 1920 een orkest leidde in het Vendome Theatre. Het repertoire bestond deels uit jazznummers. Tate stelde echter in zijn orkest talrijke jazzmuzikanten te werk, waaronder Everett Barksdale, Freddie Keppard, Buster Bailey, Jimmy Bertrand, Earl Hines, Stump Evans, Louis Armstrong (Stomp Off Let's Go, Static Strut, 1926), Bob Shoffner, Punch Miller, Omer Simeon, Preston Jackson, Fats Waller, Teddy Wilson en anderen. Tot aan het midden van de jaren 1930 leidde Tate een orkest, daarna werkte hij als muziekdocent.

## Overlijden
Erskine Tate overleed in december 1978 op bijna 83-jarige leeftijd.
- Bibliothèque nationale de France: cb13841255v (data)
- International Standard Name Identifier: 0000 0000 4400 6528
- Library of Congress Control Number: n94042632
- MusicBrainz: a67490d6-ad9f-4871-8dcd-0f42dac7ece7
- Nationale Bibliotheek van Israël: 987007332070005171
- Virtual International Authority File: 48455787
- WorldCat: E39PBJgmHP7QjHVvTWhH866Frq